# Reto von Arx
Reto von Arx (* 13. září 1976 v Bielu) je bývalý švýcarský hokejový útočník a trenér.

## Hráčská kariéra
S profesionálním hokejem začínal v týmu SCL Tigers, za seniorský A-tým debutoval ve druhé nejvyšší švýcarské lize (NLB) v sezóně 1992/93, v ročníku odehrál 35 zápasů. V týmu odehrál celkem tři sezóny v letech 1992–95, ve kterých odehrál 106 zápasů a v poslední sezóně 1994/95 odehrál 6 zápasů s mladším bratrem Janem von Arx. Následujících pět sezón hrával ve švýcarské nejvyšší lize (NLA) za klub HC Davos, kterému v sezóně 1997/98 pomohl společně s bratrem dostat se až do finále playoff, podlehli týmu EV Zug 2:4 na zápasy. V létě 2000 byl draftován v 9. kole, celkově 271., týmem Chicago Blackhawks. Po draftu odešel do zámoří, hrával v AHL za tým Norfolk Admirals, za které odehrál 49 zápasů v nichž získal 42 bodů. 5. října 2000 měl debut v NHL za klub Chicago Blackhawks proti týmu Buffalo Sabres, odehrál 13 minut. Za Chicago odehrál 19 zápasů, ve kterých nasbíral 4 body. Po sezóně se vrátil zpět do Švýcarska, přesněji do týmu HC Davos, se kterým podepsal smlouvu společně s bratrem do roku 2009. 6krát pomohl Davosu stát se mistrem švýcarské ligy a 3krát byl vyhlášen hokejistou roku ligy NLA.

## Zajímavosti
- Stal se prvním Švýcarem, který odehrál zápas a vstřelil gól v NHL.

## Ocenění a úspěchy
- 1993 MEJ B – Nejlepší střelec
- 1993 MEJ B – Nejproduktivnější hráč
- 1996 MSJ – Nejlepší střelec
- 2002 NLA – Vítězný gól
- 2002 NLA – Nejužitečnější hráč
- 2003 NLA – Nejlepší útočník
- 2005 NLA – Media Swiss All-Star Tým
- 2006 NLA – Nejužitečnější hráč
- 2007 NLA – Media Swiss All-Star Tým
- 2007 SP – Nejproduktivnější hráč
- 2008 NLA – Media Swiss All-Star Tým
- 2009 NLA – Vítězný gól
- 2009 NLA – Nejproduktivnější hráč v playoff
- 2009 NLA – Nejužitečnější hráč
- 2011 NLA – Media All-Star Tým
- 2011 NLA – Media Nejužitečnější hráč
- 2011 NLA – Media Swiss All-Star Tým
- 2011 SP – All-Star Tým
- 2012 NLA – Media Swiss All-Star Tým
- 2015 NLA – Vítězný gól
- 2015 Swiss Hockey Special Award

## Prvenství
- Debut v NHL – 5. října 2000 (Buffalo Sabres proti Chicago Blackhawks)
- První gól v NHL – 7. října 2000 (Columbus Blue Jackets proti Chicago Blackhawks, kanadskému brankáři Ron Tugnutt)
- První asistence v NHL – 25. února 2001 (Chicago Blackhawks proti Toronto Maple Leafs)

## Klubové statistiky
| Sezóna       | Klub               | Soutěž       |     | Základní část | Základní část | Základní část | Základní část | Základní část |    | Play off | Play off | Play off | Play off | Play off |
| Sezóna       | Klub               | Soutěž       | Z   | G             | A             | B             | TM            | Z             | G  | A        | B        | TM       |          |          |
| 1992/1993    | SCL Tigers         | NLB          | 35  | 11            | 4             | 15            | 28            | –             | –  | –        | –        | –        |          |          |
| 1993/1994    | SCL Tigers         | SwissDiv1    | 35  | 31            | 31            | 66            | 42            | –             | –  | –        | –        | –        |          |          |
| 1994/1995    | SCL Tigers         | NLB          | 36  | 14            | 9             | 23            | 71            | 5             | 1  | 2        | 3        | 27       |          |          |
| 1995/1996    | HC Davos           | NLA          | 34  | 4             | 5             | 9             | 59            | 5             | 0  | 2        | 2        | 4        |          |          |
| 1996/1997    | HC Davos           | NLA          | 42  | 10            | 17            | 27            | 78            | 6             | 1  | 3        | 4        | 4        |          |          |
| 1997/1998    | HC Davos           | NLA          | 39  | 8             | 15            | 23            | 113           | 18            | 9  | 6        | 15       | 18       |          |          |
| 1998/1999    | HC Davos           | NLA          | 45  | 21            | 20            | 41            | 67            | 6             | 4  | 6        | 10       | 16       |          |          |
| 1999/2000    | HC Davos           | NLA          | 45  | 19            | 26            | 45            | 70            | 5             | 2  | 0        | 2        | 10       |          |          |
| 2000/2001    | Norfolk Admirals   | AHL          | 49  | 16            | 26            | 42            | 28            | –             | –  | –        | –        | –        |          |          |
| 2000/2001    | Chicago Blackhawks | NHL          | 19  | 3             | 1             | 4             | 4             | –             | –  | –        | –        | –        |          |          |
| 2001/2002    | HC Davos           | NLA          | 31  | 6             | 15            | 21            | 95            | 12            | 3  | 8        | 11       | 35       |          |          |
| 2002/2003    | HC Davos           | NLA          | 42  | 10            | 32            | 42            | 73            | 17            | 4  | 8        | 12       | 28       |          |          |
| 2003/2004    | HC Davos           | NLA          | 47  | 20            | 31            | 51            | 72            | 6             | 0  | 2        | 2        | 6        |          |          |
| 2004/2005    | HC Davos           | NLA          | 43  | 11            | 27            | 38            | 75            | 15            | 4  | 4        | 8        | 24       |          |          |
| 2005/2006    | HC Davos           | NLA          | 44  | 14            | 34            | 48            | 76            | 15            | 6  | 11       | 17       | 14       |          |          |
| 2006/2007    | HC Davos           | NLA          | 38  | 11            | 38            | 49            | 46            | 19            | 2  | 8        | 10       | 38       |          |          |
| 2007/2008    | HC Davos           | NLA          | 49  | 13            | 34            | 47            | 95            | 12            | 2  | 7        | 9        | 10       |          |          |
| 2008/2009    | HC Davos           | NLA          | 44  | 15            | 24            | 39            | 80            | –             | –  | –        | –        | –        |          |          |
| 2009/2010    | HC Davos           | NLA          | 49  | 10            | 32            | 42            | 78            | 6             | 2  | 4        | 6        | 18       |          |          |
| 2010/2011    | HC Davos           | NLA          | 49  | 15            | 33            | 48            | 54            | 14            | 1  | 11       | 12       | 6        |          |          |
| 2011/2012    | HC Davos           | NLA          | 46  | 10            | 30            | 40            | 56            | 2             | 1  | 0        | 1        | 2        |          |          |
| 2012/2013    | HC Davos           | NLA          | 42  | 11            | 19            | 30            | 54            | 4             | 2  | 3        | 5        | 4        |          |          |
| 2013/2014    | HC Davos           | NLA          | 41  | 5             | 14            | 19            | 42            | 3             | 0  | 3        | 3        | 4        |          |          |
| 2014/2015    | HC Davos           | NLA          | 43  | 1             | 10            | 11            | 26            | 4             | 1  | 1        | 2        | 2        |          |          |
| Celkem v NHL | Celkem v NHL       | Celkem v NHL | 19  | 3             | 1             | 4             | 4             | –             | –  | –        | –        | –        |          |          |
| Celkem v NLA | Celkem v NLA       | Celkem v NLA | 813 | 214           | 457           | 671           | 1316          | 191           | 51 | 94       | 145      | 259      |          |          |

## Reprezentace
| Rok         | Tým          | Soutěž      | Z  | G  | A | B  | TM |
| ----------- | ------------ | ----------- | -- | -- | - | -- | -- |
| 1993        | Švýcarsko 18 | MEJ         | 7  | 10 | 3 | 13 | 6  |
| 1995        | Švýcarsko 20 | MSJ B       | 7  | 3  | 1 | 4  | 17 |
| 1996        | Švýcarsko    | MSJ         | 6  | 5  | 2 | 7  | 35 |
| 1996        | Švýcarsko    | MS B        | 7  | 1  | 5 | 6  | 12 |
| 1997        | Švýcarsko    | MS B        | 7  | 1  | 4 | 5  | 6  |
| 1998        | Švýcarsko    | MS          | 9  | 2  | 2 | 4  | 12 |
| 2000        | Švýcarsko    | MS          | 7  | 1  | 2 | 3  | 2  |
| 2002        | Švýcarsko    | OH          | 2  | 0  | 1 | 1  | 2  |
| Celkem v MS | Celkem v MS  | Celkem v MS | 16 | 3  | 4 | 7  | 14 |